# Sampson (cheval)
Pour les articles homonymes, voir Sampson.
Sampson est un cheval de race Shire, né en 1846 à Toddington Mills au Bedfordshire, en Angleterre. Il est répertorié comme le plus grand cheval au monde d'après sa mesure en 1850, à l'âge de 4 ans. Sampson, dont le propriétaire fut Thomas Cleaver, mesure alors 2,19 mètres au garrot. Il fut plus tard rebaptisé Mammoth (Mammouth). Son poids est estimé à 1 520 kilogrammes.